# SLT 107 Schwabenlandtower
Der SLT 107 Schwabenlandtower (bis September 2018 Gewa-Tower) ist eine 107 Meter hohe Neubauruine in Fellbach im Rems-Murr-Kreis. Der Turm, der von 2014 bis 2016 errichtet wurde und Wohn- und Geschäftsräume sowie ein Hotel beinhalten sollte, steht im Osten Fellbachs an der Straße nach Waiblingen (alte B 14).

## Geschichte

### Vor dem Turm
Ursprünglich befand sich auf dem Gelände seit 1967 die Ferdinand Fromm GmbH, welche dort Holzbearbeitungsmaschinen hergestellt hat. Diese ging Juli 1992 in den Konkurs.
Anschließend sollte das Fromm-Areal als Hotel genutzt werden, wofür die Bebauungspläne durch die Stadt angepasst wurden. Das gehobene 215-Zimmer-Hotel „Le Village“ sollte durch die VKB-Bauträger GmbH aus Nufringen gebaut werden. Der Rohbau wurde nie fertiggestellt, da die Bauarbeiten 1995 endeten und die Firma im Oktober 1996 einen Konkursantrag stellte. Diese Hotelruine wurde erst Jahrzehnte später im Rahmen der Neubebauung abgerissen. Sie wurde als optischer und hygienischer Schandfleck gesehen, welche auch eine lokale Rattenplage zur Folge hatte.
Vom damaligen Oberbürgermeister der Stadt Friedrich-Wilhelm Kiel kam der Vorschlag, ein Einkaufs-, Erlebnis- und Fitnesszentrum mit einem Kinopalast, die „Heron-City“ zu errichten. Diese, ihm als Gigantomanie vorgeworfene Idee wurde nicht weiter verfolgt.
Zwischenzeitlich wurde das Grundstück für zwei Millionen Euro versteigert.

### Schwabenlandtower
Im September 2007 wurde das Projekt erstmals der Öffentlichkeit vorgestellt. Nachdem es mehrmals verschoben wurde, gaben der Bauherr und die Stadt Fellbach am 10. Juli 2012 bekannt, dass das Bauvorhaben realisiert wird.
Im Februar 2014 wurde bekannt, dass das ursprünglich geplante Medizinische Dienstleistungszentrum (MDZ) nicht gebaut wird, dafür in den vorgesehenen Räumlichkeiten ein Hotel der Nordic-Gruppe entstehen soll. Am 13. Mai 2014 stimmte der Fellbacher Gemeinderat endgültig dem Bauvorhaben zu.
Bereits wenige Tage nach der Baugenehmigung erfolgte am 28. Mai 2014 der Spatenstich, das Richtfest wurde am 9. September 2016 gefeiert. Ursprünglich war die Fertigstellung für Ende 2016 geplant, die Kosten wurden mit 60 Millionen € veranschlagt.
Der ehemalige Name Gewa-Tower ist ein aus dem zweiten Vor- sowie dem Nachnamen des Bauunternehmers Michael Georg Warbanoff gebildetes Akronym.
Am 18. November 2016 meldete der Bauherr, das Unternehmen GEWA 5 to 1 GmbH & Co. KG, Insolvenz an. Die Bauarbeiten wurden im November 2016 eingestellt, die weitere Finanzierung zur Fertigstellung des Hochhauses war nicht geklärt. Am 22. November 2016 wurde ein vorläufiger Insolvenzverwalter eingesetzt. Zwischen November 2016 und Oktober 2018 ruhten die Arbeiten.
Am 28. September 2018 wurde bekannt, dass die CG Gruppe aus Berlin den Turm gekauft hatte und die 66 Luxuswohnungen in 192 Mietwohnungen umwandeln wollte. Der Kaufpreis betrug 15 Millionen Euro. Mit dem Erwerb des Gebäudes durch die CG-Gruppe erhielt der Turm auch einen neuen Namen: SLT 107 Schwabenlandtower. Die Fertigstellung war für Ende 2020 vorgesehen.
Im Laufe des Jahres 2020 übernahm Adler Real Estate einen Anteil von 94 % an Consus Real Estate, dem Haupteigentümer der CG-Gruppe, was neben der Corona-Wirtschaftskrise zu weiteren Verzögerungen führte. Die neue Konzernmutter plante Mitte 2021 die Fertigstellung des Gebäudes für das 2. Quartal 2023.
Im Februar 2023 wurde bekannt, dass der in finanzielle Turbulenzen geratene Investor Adler Group einen Verkauf in Erwägung zieht. Mitte April bestätigte die Adler Group die Absicht zum Verkauf. Im Juli 2023 wurde der Baukran demontiert. Im August 2025 wurde bekannt, dass Ebner Immobilien, eine regional tätige Immobilienfirma, den Turm kaufen möchte.

## Baubeschreibung
Mit einer Höhe von 107 m ist der Schwabenlandtower das höchste Hochhaus Baden-Württembergs und löste das 102 m hohe Collini-Center in Mannheim ab.
Nach Fertigstellung wäre der Wohnturm das höchste Gebäude im Rems-Murr-Kreis und, nach dem 133 m hohen Fernmeldeturm auf der Hohen Brach, dessen zweithöchstes Bauwerk.
Nach dem im Jahr 2020 fertiggestellten Grand Tower (180 m), dem Colonia-Haus (147 m), dem neuen Henninger-Turm (140 m) und dem Uni-Center (133 m) in Köln wäre der Schwabenlandtower das fünfthöchste Wohngebäude Deutschlands und würde nach aktuellen Planungen 192 Wohnungen auf 34 Etagen haben. Das Business-Hotel der Nordic Hotels GmbH sollte nach den Plänen entgegen den ursprünglichen Plänen um eine Etage aufgestockt werden und 165 Zimmer umfassen.

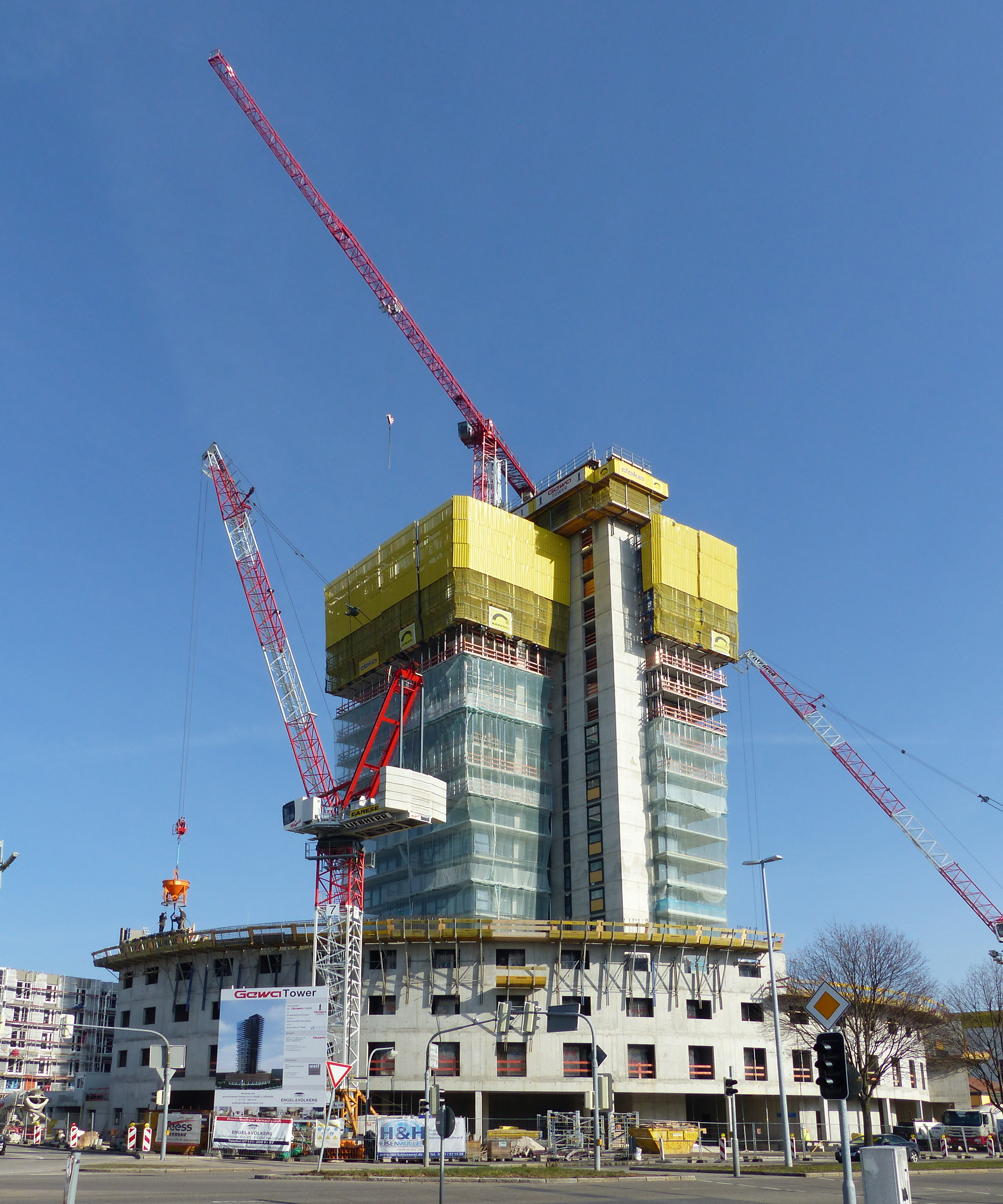
Baustand Februar 2016 – 23 Etagen, 70 m
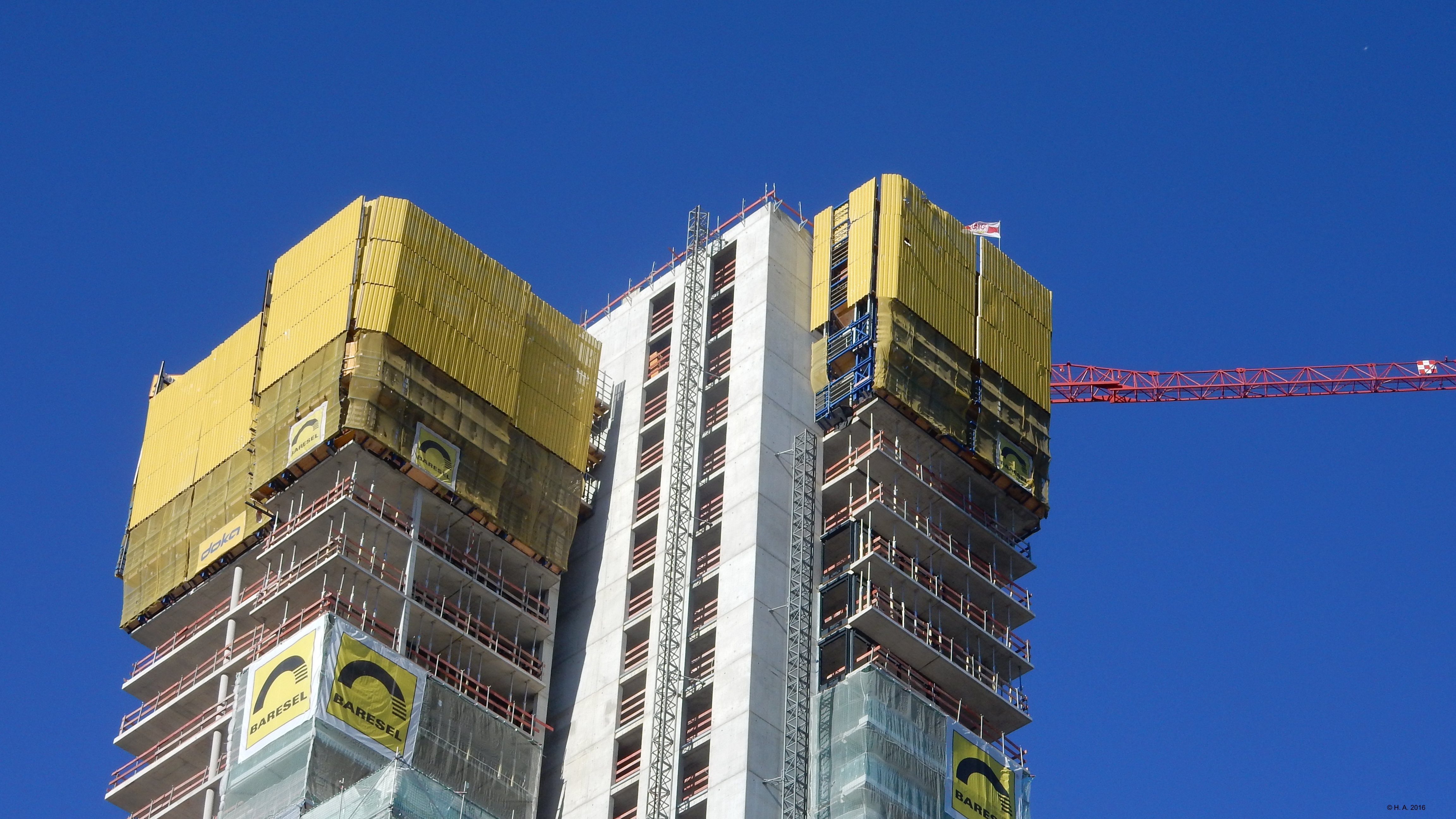
Oberste Etagen des Gewa-Towers, Endhöhe von 107 m erreicht, 25. August 2016
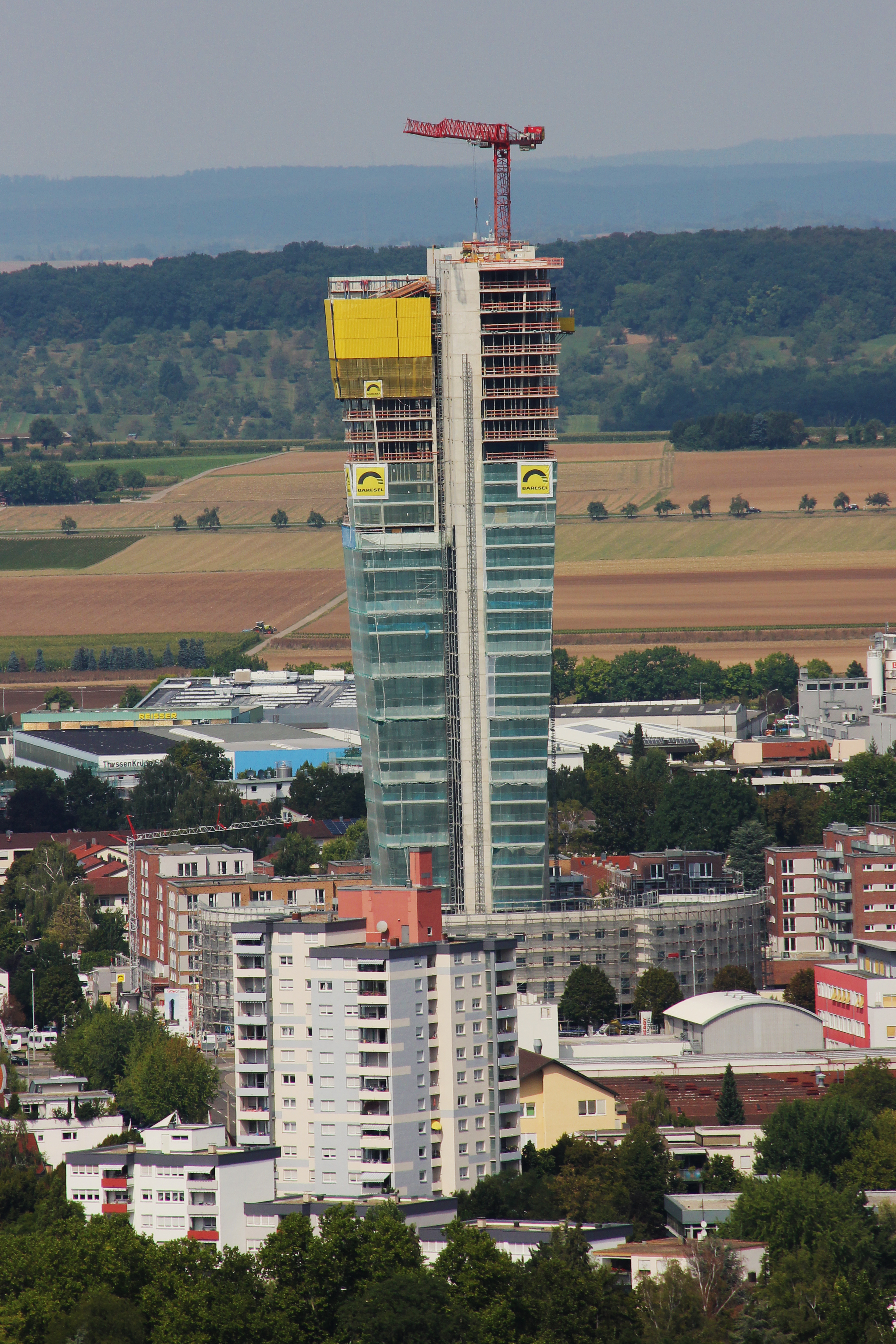
Gewa-Tower, vom Kappelberg aus gesehen, 1. September 2016
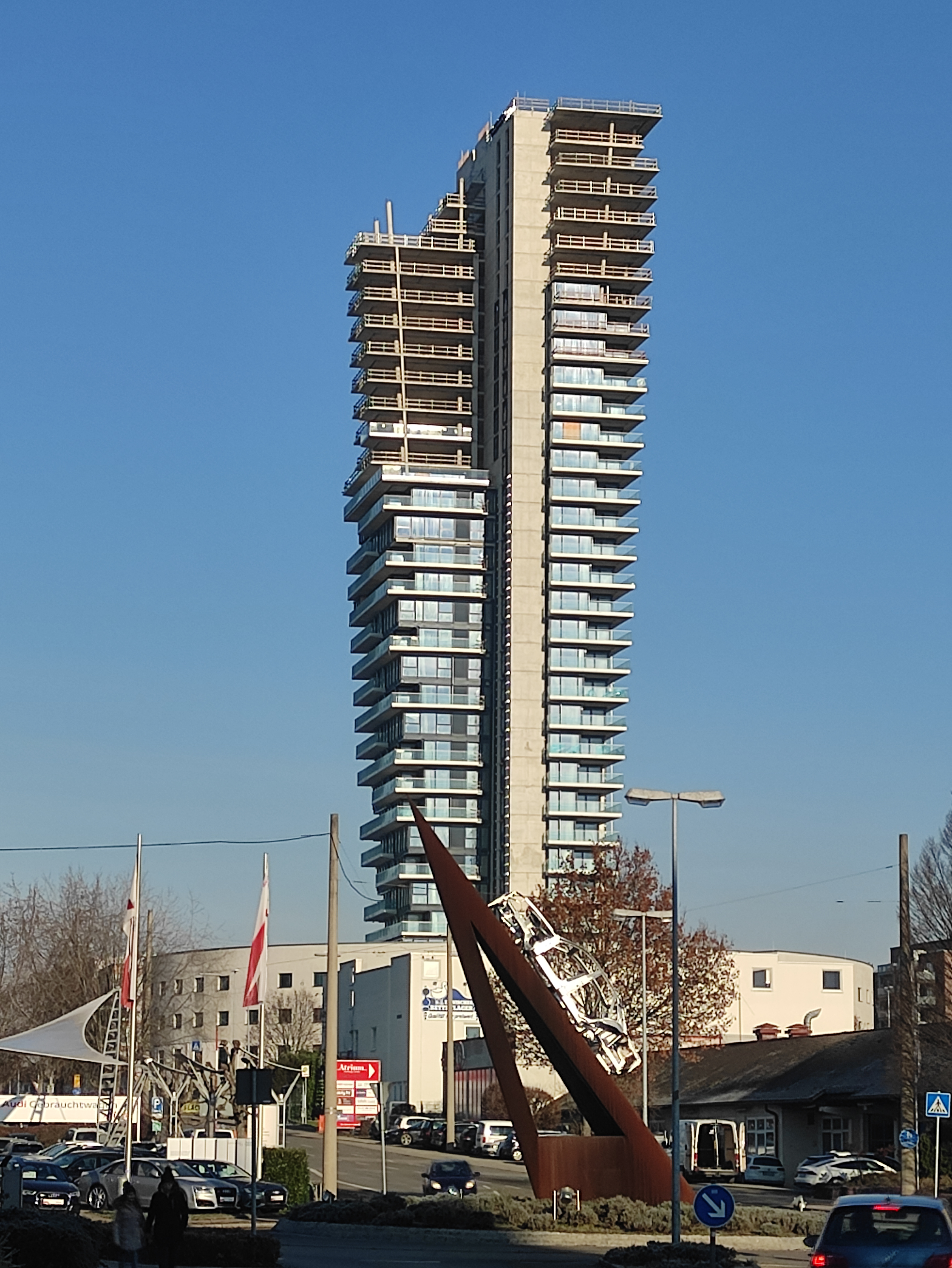
Bauzustand Januar 2021
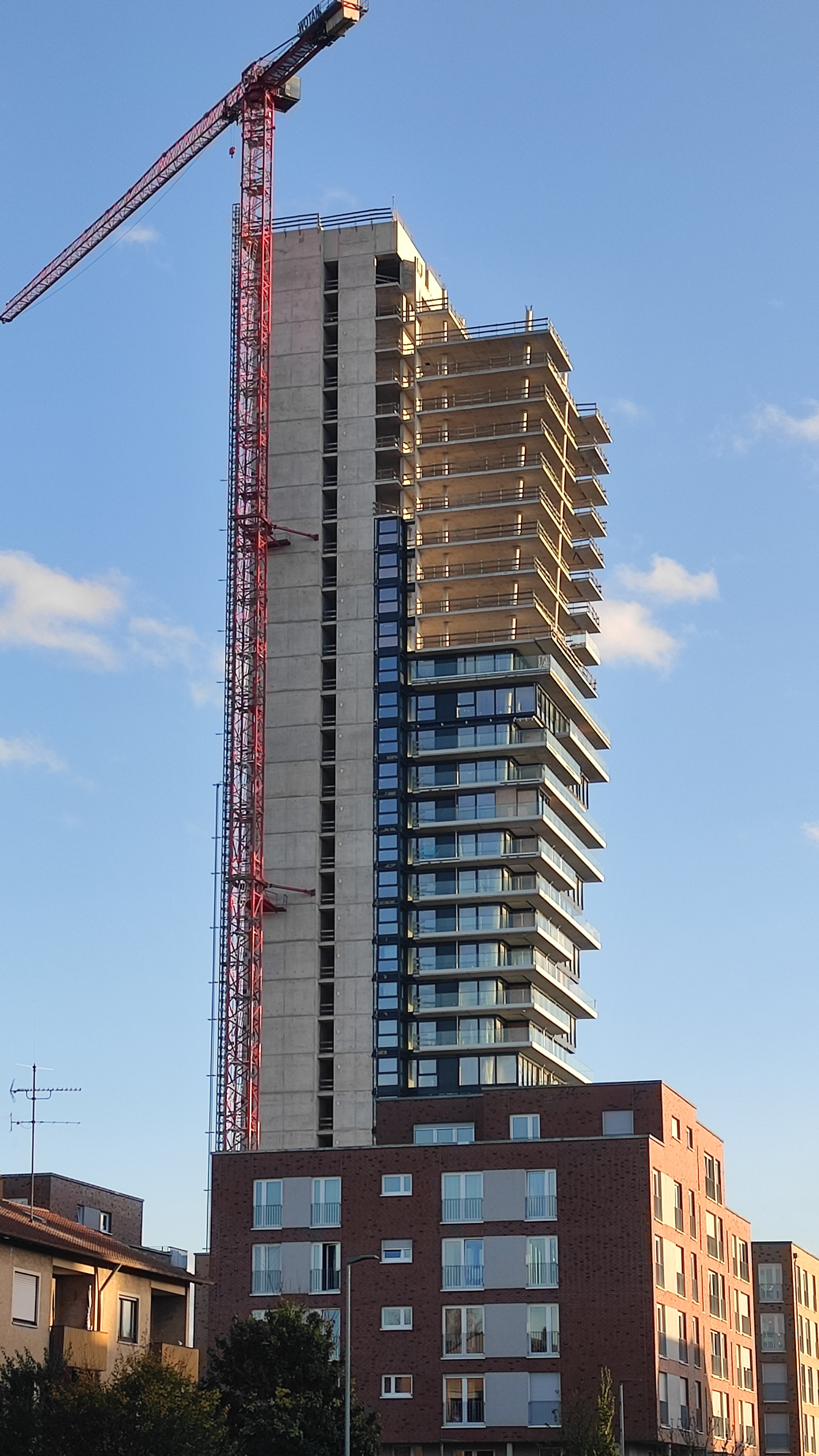
Bauzustand November 2022
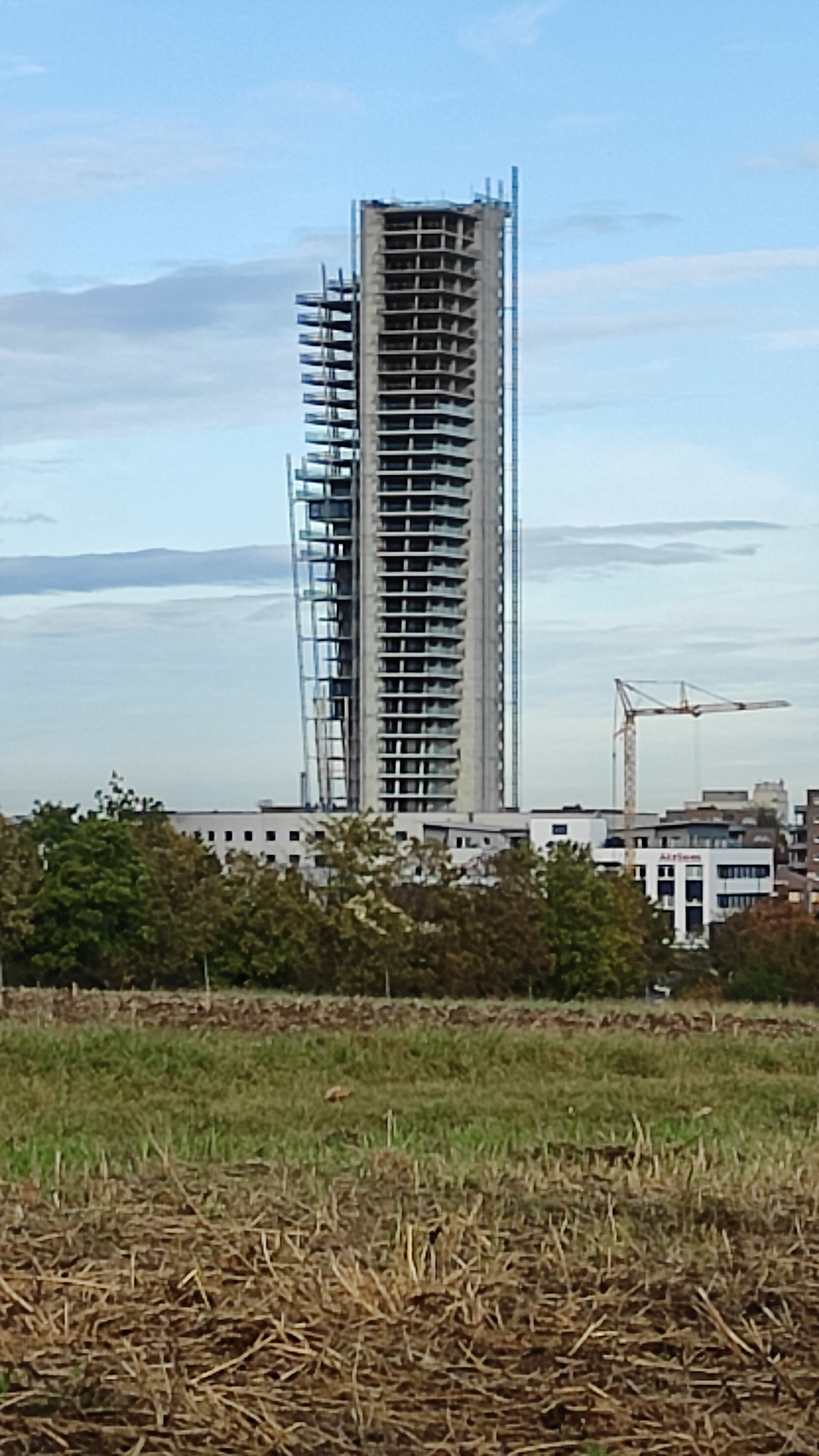
Bauzustand Oktober 2023

## Falken
Damit Wanderfalken und Turmfalken nicht wild in der Ruine nisten, wurde im Februar 2018 vom NABU Fellbach ein Nistkasten mit Kameras auf dem Dach angebracht. Stand 2025 wurden hier 22 Küken großgezogen.